# Битка код Секигахаре
Битка код Секигахаре је била пресудна битка која се одиграла 21. октобра 1600, којом је Токугава Ијејасу осигурао шогунат. Иако су Ијејасуу биле потребне још три године да осигура власт у односу на клан Тојотоми и месне владаре (даимје), Секигахара се углавном сматра неслужбеним почетком шогуната Токугава, задњег шогуната који је владао Јапаном 1600-1868.

## Позадина
После смрти другог ујединитеља Јапана, регента Тојотоми Хидејошија, власт у Јапану су преузела два већа, састављена од водећих Хидејошијевих чиновника, војсковођа и великаша: Веће пет регената и Веће пет комесара. Старање о малолетном Тојотоми Хидејорију, који је формално наследио Хидејошија као регент Јапана, преузело је Веће пет регената, састављено од водећих великаша међу којима је најмоћнији био Токугава Ијејасу, господар чак 6 провинција у области Канто. Са друге стране, практичне послове управљања државом преузело је Веће пет комесара, састављено од најискуснијих Хидејошијевих чиновника, које је предводио Ишида Мицунари. Када је 1599 умро најстарији регент Меда Тошије (1538-1599), заповедник замка Осака и старатељ младог Хидејорија, Токугава Ијејасу је самоиницијативно преузео његов положај и почео да издаје наређења као нови врховни господар, склапа брачне савезе са великашима и прима заклетве на верност. Међутим, његовом преузимању власти супротставили су се многи великаши, окупљени око Већа пет комесара у Осаки. До лета 1600. цела земља се поделила на присталице младог Хидејорија, као легалног наследника регента Хидејошија, и присталице Токугава Ијејасуа, као новог владара Јапана. Лојалисте династије Тојотоми предводио је комесар Ишида Мицунари, а од водећих великаша подржали су их Уесуги Кагекацу (1555-1623), Укита Хидеје (1573-1655), Мори Терумото (1553-1625) и Кониши Јукинага, као и кланови Чосокабе, Набешима и Шимазу, већином господари чији су поседи били западно од Осаке и ван Ијејасуовог непосредног домашаја. Међутим, на Токугавину страну стала је већина Хидејошијевих генерала, као што су Като Кијомаса, Курода Нагамаса и Фукушима Масанори, као и већина великаша из источног Јапана.
Отворени сукоб почео је када је Уесуги Кагекацу, који се придружио Већу пет регената после смрти Меда Тошије-а, мобилисао своје трупе на граници Токугавиних поседа у провинцији Муцу. Ијејасу је наредио мобилизацију својих савезника, што је Ишида Мицунари сместа прогласио за узурпирање државне власти и наредио казнену експедицију.
Ишида је окупио велику војску и кренуо на Ијејасуове поседе у Канто-у: предвидевши његов потез, Ијејасу је препустио борбу на истоку против Уесугија својим савезницима Дате Масамуне-у и Јуки Хидејасу-у и са главнином војске кренуо је на запад, прикупљајући савезнике успут.

## Битка
Комбиноване армије обе фракције судариле су се 21. октобра 1600. код села Секигахара, у провинцији Мино. Процењује се да је Источна армија Ијејасу Токугаве имала око 70.000 бораца, док је Западна армија Ишида Мицунарија имала око 80.000 људи, али лоше распоређених и непоузданих. Само око половине бораца Западне армије ступило је у борбу: остали су пасивно остали на својим местима чекајући исход, или чак прешли на противничку страну. Битка је била неизвесна читаво пре подне, али је издаја клана Кобајакава одлучила исход и победа је припала источним савезницима.
Исход битке је пресудио Ишидин војсковођа Кобајакава Хидејаки, који је усред борбе издао своје савезнике. Иако је првобитно Кобајакава само стајао са стране и није учествовао у бици, Токугава је заповедио својим војницима да отворе ватру на Кобајакавине снаге, након чега се Кобајакава почео борити на Токугавиној страни. То је довело до Токугавине победе.

## Последице
Ијејасу је искористио победу код Секигахаре да успостави своју власт над ратничким сталежом у Јапану и да направи велике промене у распореду и поседима великаша широм Јапана. Непосредно после битке, 87 великаша који су се супротставили Ијејасуу изгубили су поседе, а још тројици поседи су били драстично смањени. Укупно је од Ијејасуових противника одузето земље у вредности од преко 6.220.000 кокуа, а још 1.350.000 кокуа одузето је породици Тојотоми и подељено другима или укључено у Ијејасуове личне поседе. Још 43 великаша премештена су са својих поседа на друге, а Ијејасу је за себе задржао право да именује нове великаше: 40 ситних великаша у његовој служби добило је повећање поседа, а још 28 његових нижих вазала уздигнуто је у статус великаша са преко 10.000 кокуа.
Пошто је Хидејошијев углед још увек био велики код већине Токугавиних присталица, Тојотоми Хидејори изгубио је две трећине својих поседа, али му је дозвољено да задржи замак Осака и 650.000 кокуа земље у околним провинцијама Сецу, Кавачи и Изуми.